# Gerandete Wasserspinne

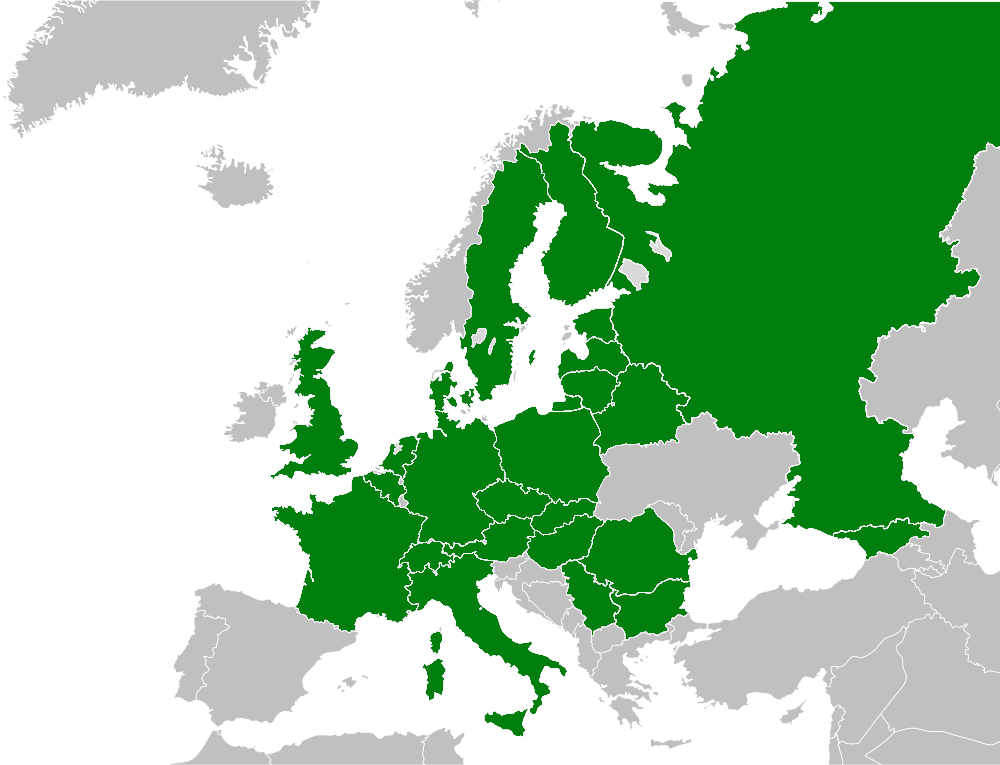
Länder mit Vorkommen der Gerandeten Wasserspinne

Die Gerandete Wasserspinne (Dolomedes plantarius) ist eine Art der Echten Webspinnen aus der Gattung Dolomedes innerhalb der Familie der Jagdspinnen (Pisauridae).

## Beschreibung
Die Gerandete Wasserspinne kann einschließlich der Beine eine Größe von 70 mm erreichen, wobei der Körper selbst ca. 20 mm groß ist. Andere Quellen geben eine Maximallänge des Weibchens von 25 mm an, womit die Gerandete Wasserspinne die größte in Deutschland vorkommende Spinne wäre. Die Art ist dunkel gefärbt, typischerweise braun oder schwarz. Entlang des Körpers hat sie weißliche Streifen, wodurch sie der eng verwandten Gerandeten Jagdspinne (Dolomedes fimbriatus) zum Verwechseln ähnlich sieht.

## Lebensweise und Fortpflanzung
Der Lebenszyklus erstreckt sich auf mehr als zwei Jahre. Erst im letzten Frühjahr ihres Lebens sind die Tiere ausgewachsen und können sich paaren. Die Männchen nähern sich auf der Wasseroberfläche langsam und vorsichtig dem Weibchen. Wenn das Männchen nun in der Nähe des Weibchens ist, wippt es mit dem Körper. Akzeptiert das Weibchen das Männchen, dauert der Geschlechtsakt selbst nur wenige Sekunden. Das Weibchen legt mehrere hundert Eier und trägt sie etwa drei Wochen in einem Kokon mit sich. Um die Eier vor dem Austrocknen zu bewahren, taucht es sie in regelmäßigen Abständen ins Wasser. Nach diesen drei Wochen macht sich das Weibchen auf die Suche nach einem Nistplatz. Bevorzugt werden Stellen 10 bis 100 cm über dem Wasser. In der Regel bleibt die Mutter noch 5 bis 9 Tage in der Umgebung des Nestes, um die Jungen zu bewachen. Im Sommer gibt es manchmal eine zweite Eiablage, sie ist aber zahlenmäßig kleiner und meist nicht so erfolgreich.

## Nahrung und Jagd
Sie ernähren sich hauptsächlich von wirbellosen Wassertieren, Wasserläufern, Libellenlarven und kleineren Wasserspinnen. Aber auch Stichlinge und Kaulquappen gehören zu ihrer Beute. Manchmal fangen sie auch wirbellose Landtiere, die sie ertränken, bevor sie sie fressen. In der Regel legen sie ihre Hinterbeine während der Jagd an einen Pflanzenstängel. Ihre mit Sinneshaaren bestückten Vorderbeine liegen auf der Wasseroberfläche, so entgeht ihnen kaum ein Beutetier.

## Verbreitung
Die Gerandete Wasserspinne ist in fast ganz Europa beheimatet. Sie ist nur in größeren See- und Moorgebieten mit keiner oder nur schwacher Strömung und sauberem Wasser anzutreffen, bevorzugt mit krautiger Umgebung. In vielen Ländern steht diese Art auf der Roten Liste. Im deutschsprachigen Raum ist sie nur vereinzelt anzutreffen; so wurde die Art 2024 zum ersten Mal nach über 20 Jahren wieder in Steinfeld (Landkreis Südliche Weinstraße in Rheinland-Pfalz) beobachtet und per Foto identifiziert. Im Juli 2013 wurde die Art erstmals in Norwegen nachgewiesen.

## Gefährdung
Im Oktober 2010 startete in England die Wiedereinführung dieser Art. Das gemeinsame Projekt von Natural England und Suffolk Wildlife wird unterstützt vom BBC Wildlife Fund. Bisher konnten im 50 km² großen Naturschutzgebiet um Castle Marshes etwa 3000 Spinnen in die Freiheit entlassen werden.
In Deutschland steht die Gerandete Wasserspinne durch die Bundesartenschutzverordnung unter strengem Schutz.